# Syrian-Arab-Airlines-Flug 501
Der Syrian-Arab-Airlines-Flug 501 (Flugnummer IATA: RB501, ICAO: SYR501, Funkrufzeichen: SYRIANAIR 501) war ein planmäßiger Flug der Syrian Arab Airlines von Damaskus nach Latakia. Am 20. September 2012 kollidierte der auf diesem Flug eingesetzte Airbus A320-232 (YK-AKF) mit einem Militärhubschrauber des Typs Mil Mi-17 der Syrischen Luftstreitkräfte. Der schwer beschädigte Airbus konnte notgelandet werden, der Militärhubschrauber stürzte jedoch ab, wobei alle vier Insassen starben.

## Beteiligte Luftfahrzeuge

### Airbus A320 der Syrian Arab Airlines
Bei dem betroffenen Flugzeug handelte es sich um einen Airbus A320-232, der zum Zeitpunkt des Unfalls 12 Jahre und 11 Monate alt war. Es handelte sich um den 1117. Airbus A320 aus laufender Produktion. Die Maschine wurde im Werk Clément Ader von Airbus in Toulouse, Frankreich endmontiert und absolvierte ihren Erstflug mit dem Testkennzeichen F-WWBN am 11. Oktober 1999, ehe sie am 15. Dezember 1999 neu an die Syrian Arab Airlines ausgeliefert wurde. Die Maschine wurde mit dem Luftfahrzeugkennzeichen YK-AKF zugelassen und erhielt den Taufnamen Amrit. Das zweistrahlige Schmalrumpfflugzeug war mit zwei Turbojettriebwerken des Typs IAE V2527-A5 ausgestattet.
Die genaue Anzahl der an Bord befindlichen Personen ist umstritten. Nach Angaben der staatlichen syrischen Nachrichtenagentur sollen sich 200 Personen an Bord des Airbus befunden haben, was jedoch unwahrscheinlich ist, da die A320 der Syrian Arab Airlines lediglich für 150 Passagiere konfiguriert sind.

### Militärhubschrauber
Bei dem betroffenen Militärhubschrauber handelte es sich um eine Mil Mi-17, wobei einige Quellen auch von einer Mil Mi-8 berichteten. Die Mil Mi-17 ist ein Untertyp der Mil Mi-8. An Bord des Hubschraubers befanden sich vier Angehörige der Syrischen Luftstreitkräfte. Das militärische Luftfahrzeugkennzeichen des Helikopters ist nicht übermittelt.

## Unfallhergang
Der Airbus befand sich im Anfangssteigflug, als sein Weg in einer Flughöhe von 12.000 Fuß (ca. 3.650 Meter) über der Stadt Duma von einem Militärhubschrauber des Typs Mil Mi-17 gekreuzt wurde, der sich auf dem Rückweg von einem Einsatz gegen Aufständische befand. Es kam zu einer Kollision zwischen den beiden Luftfahrzeugen, wobei der Hauptrotor des Mi-17 gegen das Leitwerk des Airbus schlug und dessen obere Hälfte abtrennte. Berichten zufolge konnte der Airbus daraufhin zum Flughafen Damaskus umkehren und notlanden, während der Militärhubschrauber abstürzte, woraufhin dessen vier Insassen starben. Es wurden Bilder aus einem Hangar veröffentlicht, auf denen das beschädigte Leitwerk des Airbus zu sehen war. Die obere Hälfte des Leitwerks fehlte und es fanden sich senkrechte Einschnitte, die einen Zusammenstoß mit einem Rotor nahelegen.
Der Zwischenfall wurde vom Bürgerkrieg in Syrien überschattet, weiter gehende Details zu dem Zwischenfall kamen daher nie an die Öffentlichkeit.